# IC 3766
IC 3766 је галаксија у сазвјежђу Береникина коса која се налази на листи објеката дубоког неба у Индекс каталогу.
Деклинација објекта је + 19° 6' 40" а ректасцензија 12h 46m 53,4s. Привидна величина (магнитуда) објекта IC 3766 износи 16,4 а фотографска магнитуда 17,4. IC 3766 је још познат и под ознакама NPM1G +19.0329, PGC 3090099.